# NXIVM
NXIVM (/ˈnɛksiəm/, также Нексиам и Нэксиум) — американская коммерческая организация, которая представляла себя как сетевую компанию и предлагала платные семинары личностного и профессионального развития по разработанной ею же программе Executive Success Programs. Главный офис компании находился в городе Олбани штата Нью-Йорк. По мнению ряда критиков, эта компания работала по пирамидальной схеме с элементами харизматического культа.
Руководителям NXIVM были предъявлены уголовные обвинения в использовании рабского труда и сексуальной эксплуатации после того, как выяснилось, что они создали тайное общество, участницы которого подвергались клеймению и становились секс-рабынями.
В начале 2018 года основатель NXIVM Кит Раньер (англ. Keith Raniere) и его сообщница, актриса Эллисон Мэк, были арестованы по обвинению в федеральных преступлениях, совершённых в ходе деятельности компании и тайного общества, включая секс-торговлю. Обвинения в федеральных преступлениях были предъявлены ещё нескольким людям, связанным с NXIVM. По состоянию на апрель 2019 года, таких обвиняемых было пять человек: Мэк, сооснователь NXIVM Нэнси Зальцман (англ. Nancy Salzman), Лорен Зальцман (Lauren Salzman), наследница корпорации Seagram Клэр Бронфман (англ. Clare Bronfman) и бухгалтер Кэти Рассел (Kathy Russell).
Федеральный судебный процесс над Раньером начался 7 мая 2019 года. 19 июня того же года он был признан виновным в торговле людьми в целях сексуальной эксплуатации и рэкете.
На июль 2021 года осуждены трое обвиняемых по делу NXIVM: Кит Раньер приговорён к 120 годам лишения свободы и штрафу в 1,75 млн. $, Клэр Бронфман — к шести годам и девяти месяцам заключения в федеральной тюрьме, Эллисон Мэк — к трём годам заключения, 1000 часам обязательных работ и штрафу в 20 тыс. $.

## Предыстория

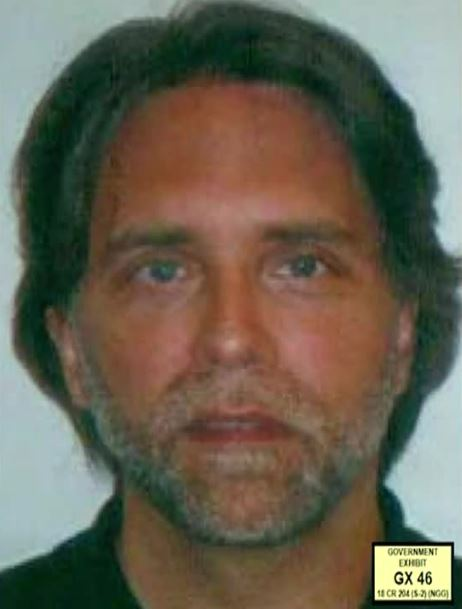
Кит Раньер

Основатель компании NXIVM — Кит Раньер (Keith Raniere), родившийся 26 августа 1960 года. Эта компания была уже не первым его бизнесом. До того он вместе с давними подругами Карен А. Антеррейнер (Karen A. Unterreiner) и Пам Кафриц (Pam Cafritz), которые в 1990-х годах жили вместе с Раньером в одном доме в Олбани, создал компанию Consumer’s Buyline.
Генеральный прокурор штата Нью-Йорк (англ. Attorney General of New York) обвинил эту компанию в использовании пирамидальной схемы. В 1996 году Раньер подписал судебное мировое соглашение сторон (англ. consent order), в котором он не признал своей вины в каких-либо правонарушениях, но согласился заплатить штраф в 40 000 $ и никогда никого не вовлекать в коммерческую деятельность по таким схемам. Антеррейнер и Кафриц тоже подписали это мировое соглашение.

## Основание компании
В 1998 году Кит Раньер встретился с Нэнси Зальцман (Nancy Salzman) — медсестрой отделения психиатрии, владевшей гипнозом и НЛП. Вместе они основали «Программу успеха руководителей» (англ. Executive Success Programs) — компанию развития личности, предлагавшую различные техники саморазвития, а затем и NXIVM как «компанию персонального развития» (personal development company), предлагающую обучение по «Программам управленческого успеха» (англ. Executive Success Programs, сокр. ESPs) и разнообразные техники саморазвития (self-improvement). Раньер утверждал, что в этих программах основной упор делается на то, чтобы человек получал удовольствие от своей жизни.

## История деятельности
В 2003 году по программам ESP занимались около 3700 человек, в дальнейшем общее количество прошедших обучение в NXIVM достигло 17 000. Среди них, как сообщается, была основательница телекомпании BET Шейла Джонсон (англ. Sheila Johnson), бывший главный хирург США Антония Новелло (англ. Antonia Novello), исполнительный директор компании Enron Стивен Купер (Stephen Cooper) и Ана Кристина Фокс (Ana Cristina Fox), дочь бывшего президента Мексики Висенте Фокса. В последующие годы в семинарах NXIVM участвовали: предприниматели Ричард Брэнсон (позднее отрицавший своё участие) и владелец корпорации Seagram Эдгар Бронфман (англ. Edgar Bronfman) вместе с дочерьми Сарой и Клэр, актрисы Линда Эванс, Грейс Пак и Ники Клайн (англ. Nicki Clyne).

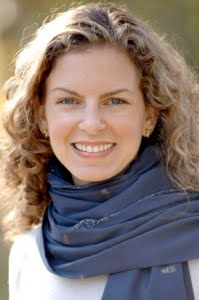
Сара Бронфман

В 2002 году Сара Бронфман была вовлечена в деятельность NXIVM другом семьи, затем вовлекла свою сестру Клэр. Клэр Бронфман серьёзно занималась конным спортом, одержала несколько побед. На соревнованиях она носила жакет с надписью «NXIVM»; Раньер попытался использовать её увлечение для продвижения своей фирмы и для установления связей с деятелями большого спорта. Клэр вошла в состав национальной сборной США, но не прошла отбор на Олимпиаду 2004 года и постепенно перестала участвовать в соревнованиях. В 2003 году вслед за сёстрами Бронфман к NXIVM примкнул их отец, Эдгар Бронфман-старший. Он записался на пятидневный интенсив для новичков, поначалу восторженно отзывался об этих занятиях, но вскоре разочаровался и заподозрил неладное.

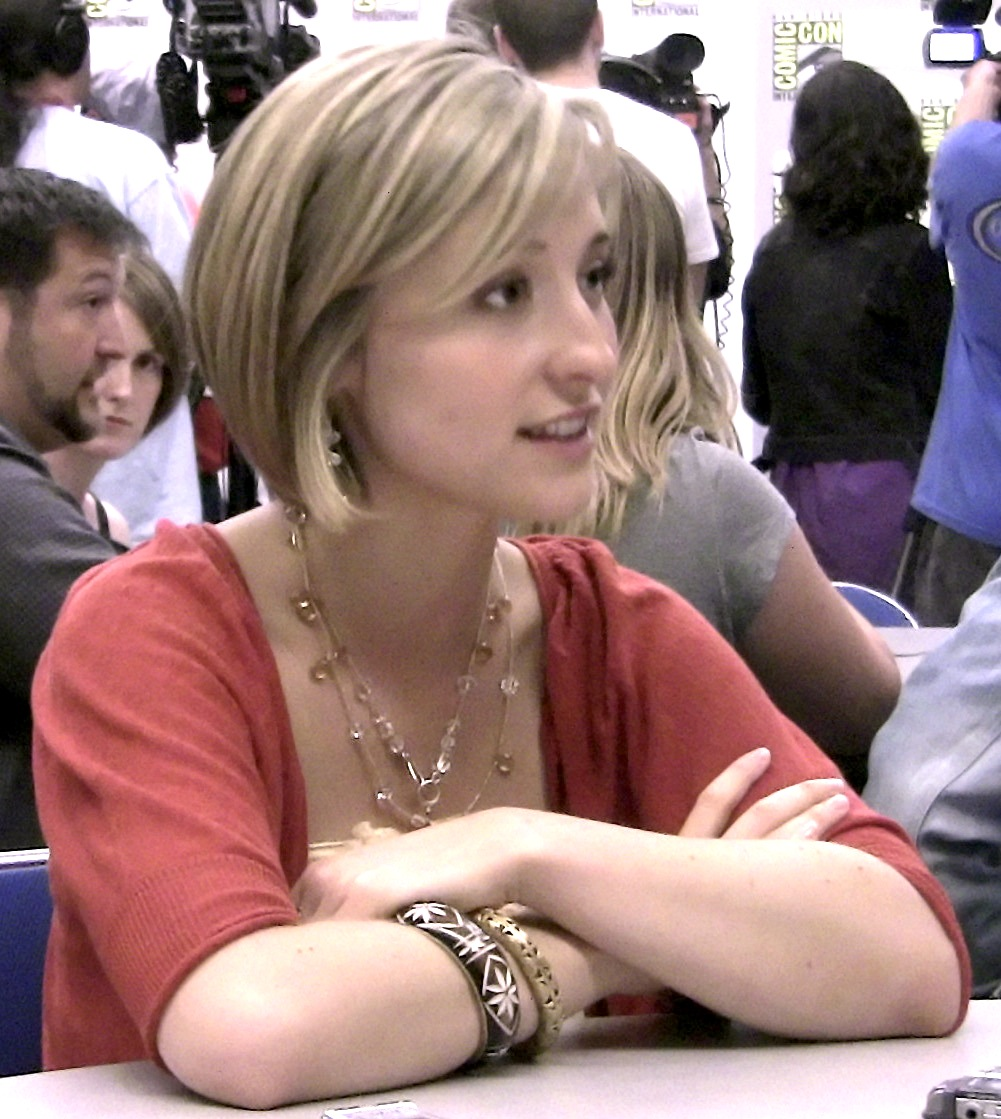
Эллисон Мэк

После того, как актриса Кристин Кройк в 2006 году была вовлечена в деятельность NXIVM, Нэнси Зальцман и её дочь Лорен отправились в Ванкувер, чтобы завербовать ещё одну актрису — Эллисон Мэк, которая вместе с Кройк снималась в сериале «Тайны Смолвиля». Обе актрисы входили в ванкуверское отделение NXIVM. Лорен Зальцман, к тому времени ставшая младшим лидером NXIVM, сумела привлечь Мэк, а Кройк вскоре вышла из NXIVM. Мэк же убедила своих родителей вступить в NXIVM и в дальнейшем стала активно и небезуспешно привлекать новых людей к участию в тренингах компании. В 2011 году, прекратив сниматься в «Тайнах Смолвиля», она переехала в город Клифтон Парк штата Нью-Йорк, поближе к головному офису компании NXIVM, расположенному в городе Олбани того же штата.
В начале 2007 года многие участники тренингов NXIVM внесли пожертвования на первую президентскую кампанию Хиллари Клинтон; более десяти из них сделали максимально допустимые взносы в размере 2300 долларов США, а всего на сумму 29 900 $. Связанные с NXIVM лица также финансово поддержали республиканца на выборах в Сенат США, пожертвовав суммарно 66 363 $.
Компания NXIVM с переменным успехом вела множество судебных процессов против своих реальных и мнимых оппонентов, в том числе бывших участников, критически настроенных журналистов и блоггеров и даже против корпораций AT&T и Microsoft, якобы нарушавших права интеллектуальной собственности Раньера.
Некоторые источники утверждают, что в 2008 году сёстры Бронфман пытались оказать давление на Стивена Хербица (Stephen Herbits), конфидента их отца, чтобы он попросил прокурора округа Олбани Дэвида Соарса (David Soares), губернатора штата Нью-Йорк Элиота Спитцера и генерального прокурора штата Нью-Джерси Энн Милграм начать уголовное преследование критиков компании NXIVM. По тем же сведениям, NXIVM составляла досье на Соарса, Спитцера, политического консультанта Роджера Стоуна, сенатора Чака Шумера и журналиста олбанской Times Union Джорджа Рандольфа Хёрста III (англ. George Randolph Hearst III); эти досье хранились в подвале дома Нэнси Зальцман. Как сообщает Times Union, NXIVM «заработала [определённую] репутацию за агрессивное преследование критиков и отступников, покинувших её ряды, в том числе за попытки наказать судебными исками критиков Раньера, организации или их методов обучения».
7 ноября 2016 года умерла Пам Кафриц. Как сообщается, после её смерти кто-то продолжал тратить деньги с её кредитной карты, израсходовав более 300 000 $.

## Идеология и методика
Программа и методика тренингов, проводившихся компанией NXIVM, были и остаются коммерческой тайной, а их участники подписывали договоры о неразглашении. Но, как сообщалось, на них использовалась техника «рационального запроса» (англ. rational inquiry — так её назвали в компании), содействующая личному и профессиональному развитию. В 2003 году начался судебный процесс NXIVM против Института Росса (англ. NXIVM Corp. v. Ross Institute). NXIVM обвинила ответчика в нарушении авторского права за публикацию выдержек из своей инструкции, которые исследователь культов Рик Алан Росс процитировал в трёх критических статьях, опубликованных на веб-сайте института. Росс на его сайте дал психиатрическую оценку этой «секретной» инструкции NXIVM, посчитав, что проводимые по ней занятия являются «дорогостоящим промыванием мозгов». Саму же конфиденциальную инструкцию Росс получил от бывшей участницы семинаров NXIVM Стефани Франко (Stephanie Franco), которая стала соответчиком на том же судебном процессе, поскольку подписывала договор о неразглашении и обязалась не давать эту инструкцию к занятиям другим людям. Компания NXIVM обращалась в суды Нью-Йорка и Нью-Джерси, но оба иска в итоге были отклонены.
Также стало известно, что на семинарах NXIVM студенты должны были называть Кита Раньера «Авангардом» (англ. Vanguard), «Лидером» или «Грандмастером» а Нэнси Зальцман — «Префектом» (Prefect). По утверждениям The Hollywood Reporter, Раньер «взял титул „Авангард“ из своей любимой аркадной игры … в которой, уничтожая врага, игрок увеличивает свою силу». Но в самой NXIVM такие титулы учителей объяснялись тем, что Раньер якобы был руководителем философского движения, а Зальцман стала его первой ученицей.
Среди участников тренингов NXIVM в качестве знаков различия использовались разноцветные пояса, наподобие тех, что используются с той же целью в различных школах боевых искусств.
Одним из основных идеологических документов NXIVM было «Программное заявление» (англ. Mission Statement) из 12 пунктов, которое участники семинаров заучивали наизусть и регулярно повторяли, обещая «очистить» себя от «всех паразитических и завистливых привычек», вербовать других людей для участия в этих же курсах и «этически контролировать столько денег, богатств и ресурсов мира, сколько будет при выполнении плана успеха». В учебных классах вывешивались портреты Раньера и Нэнси Зальцман; в конце каждого занятия участники выражали благодарность этим двум лидерам.
Занятия-интенсивы (англ. Intensives) проводились 16 дней подряд по 12 часов в день. Цена такого курса обучения составляла 7500 долларов США.
Помимо платы за обучение, от участников требовалось вносить в залог так называемое «обеспечение» (англ. collaterial). По словам канадской актрисы Сары Эдмондсон, участвовавшей в тренингах по программе ESP с 2005 года и позднее рассказавшей о них на телеканале A&E, для начинающих участников «обеспечение» было чем-то безобидным — например, требовалось оставить в залог небольшую сумму денег, которые могут быть удержаны в качестве «штрафа» за пропуск занятия в тренажёрном зале, например, или за другое мелкое нарушение. Постепенно участники привыкали к этой практике, и наставники увеличивали размер «обеспечения», требовали «отдавать в залог» не только деньги, но и компрометирующие информационные материалы. Как утверждает Times, после выхода в эфир этой телепередачи с участием Сары Эдмондсон сотни людей ушли из NXIVM.
В NXIVM также практиковалось «исследование смыслов» (англ. exploration of meaning): работа с детскими воспоминаниями, в ходе которой практикующий отвечал на вопросы старшего ученика. Утверждалось, что существуют люди-«подавители» (англ. Suppressives), которые непременно будут мешать развитию участников тренинга. Люди, которые окончательно поворачивались против Раньера, считались потерпевшими «полный провал» (англ. The Fall) и, по словам одного из бывших участников NXIVM, словесно клеймились как «люциферианцы, пропащие люди, которые хорошее воспринимают как плохое, а плохое — как хорошее».
Ко дню рождения Кита Раньера члены NXIVM устраивали «Неделю Авангарда» (англ. Vanguard Week).
Как сообщается, некоторые члены внутреннего круга NXIVM заявляли, что в прошлых жизнях они были высокопоставленными нацистами. В частности, Барбара Баучи (Barbara Bouchey) представлялась реинкарнацией Рейнхарда Гейдриха, «архитектора Холокоста», а Нэнси Зальцман — самого Гитлера. Однако лидер компании Кит Реньер, как сообщается, в прошлой жизни командовал антинацистскими партизанами.
Одна из бывших участниц обучающих курсов NXIVM жаловалась на то, что во время этих курсов врач ставил над ней эксперименты, в том числе заставлял её смотреть видеозаписи убийства людей и снимал в это время её электроэнцефалограмму. Этот самый врач, Брендон П. Портер (Brandon P. Porter), позднее получил двадцать четыре обвинения в нарушениях профессиональной этики (англ. professional conduct charges), в том числе обвинение в «моральном несоответствии требованиям практической медицины», от «Офиса профессионального медицинского поведения» (англ. Office of Professional Medical Conduct) нью-йоркского департамента здравоохранения. В августе 2019 года Брендон Портер был лишён медицинской лицензии за участие в проведении экспериментов над обучающимися в NXIVM и за то, что не сообщил о «необычной вспышке заболевания», случившейся на «Неделе Авангарда» в 2016 году.

## Аффилированные организации
Известно о существовании нескольких организаций, связанных с NXIVM.
В 2006 году Раньер основал «Радужный культурный сад» (англ. Rainbow Cultural Garden) — международную сеть детских общественных объединений, в которых детей обучали семи языкам.
Раньер и сёстры Бронфман создали некоммерческую организацию «Мировой консорциум этических фондов» (англ. World Ethical Foundations Consortium); в 2009 году эта организация стала спонсором визита Далай-ламы XIV в Олбани. Тот визит первоначально был отменён из-за негативных публикаций о NXIVM в прессе, но в итоге всё-таки состоялся; в мае 2009 года Далай-лама выступил в театре «Палас» (англ. Palace). Впоследствии, в 2017 году, лама Tenzin Dhonden, сам себя назвавший «Персональным эмиссаром Далай-ламы по укреплению мира» (англ. Personal Emissary for Peace for the Dalai Lama), который был в числе организаторов визита Далай-ламы в Олбани, был временно отстранён от должности из-за подозрений в коррупции; в ходе расследования были также выявлены личные отношения между ним и Сарой Бронфман, начавшиеся в 2009 году
Кроме формально зарегистрированных организаций, были созданы неформальные сообщества, в том числе женское общество Jness, основательницей которого стала Пам Кафриц, и мужское «Общество защитников» (англ. Society of Protectors). В «Обществе защитников», по словам бывшего участника, практиковалась «круговая порука» и за проступок одного обучающегося могли наказать всю его группу.

## Тайное общество

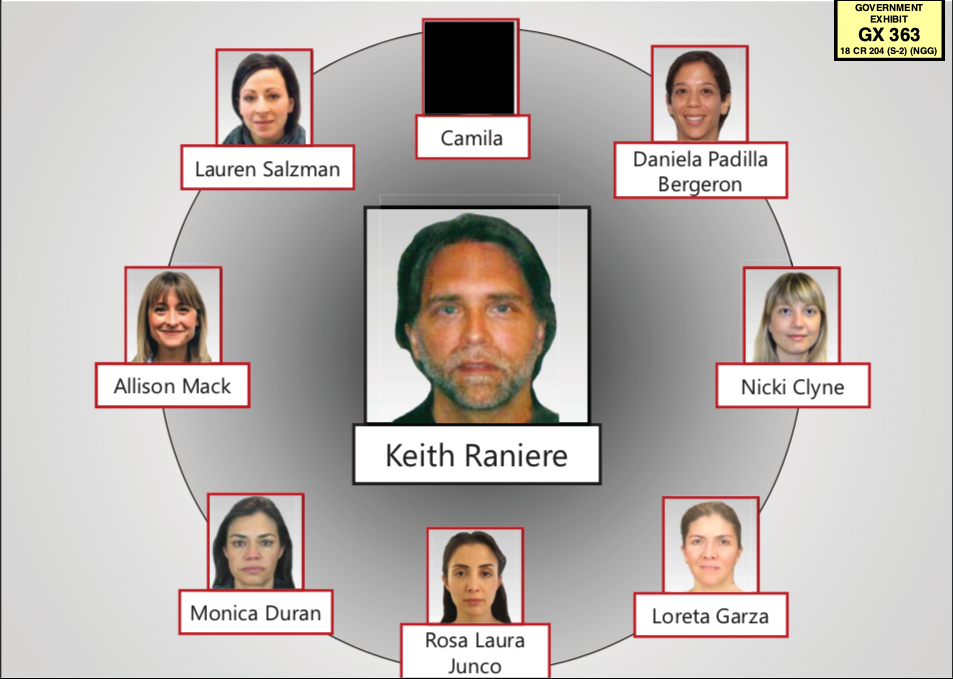
Верхний уровень Dominus Obsequious Sororium — непосредственные рабыни Кита Раньера

Кит Раньер и Эллисон Мэк создали тайное общество Dominus Obsequious Sororium, или сокращённо DOS. Это искажённое латинское наименование можно перевести как «господское услужливое сестринство», «господство над подчинёнными женщинами» или «хозяин над рабынями». DOS действовало в Нью-Йорке, Канаде и Мексике. По версии обвинения и сообщениям бывших участниц, это тайное сестринство представляло собой своего рода рабовладельческий многоуровневый маркетинг: каждая из секс-рабынь Кита Раньера могла завербовать ещё шесть женщин, которые становились её рабынями, а со временем могли стать рабовладелицами привлечённых ими. Каждая новая участница тайного общества должна была предоставить своей госпоже либо самому Раньеру в качестве «обеспечения» свои интимные фотографии, «чувствительную» личную информацию или другие компрометирующие материалы. Женщины могли удерживаться в сестринстве под угрозой распространения этой информации в случае неподчинения или выхода из организации. Рабыни рабынь выполняли по приказу своих хозяек домашнюю или другую работу, но вступать в интимные отношения должны были исключительно с Китом Раньером; госпожи были обязаны готовить своих рабынь к этому и приводить их в надлежащий вид. От всех участниц DOS требовалось соблюдать низкокалорийную диету, потому что Раньеру нравились только худые женщины, и каждую могли наказать физически, а также штрафами и голодовкой, за любое непослушание или несоответствие требованиям. По версии обвинения, одну из участниц сестринства заставили почти два года не выходить из комнаты в наказание за некий «этический проступок» против Раньера; в марте 2019 года Лорен Зальцман призналась на суде в том, что с марта 2010 по апрель 2012 года удерживала женщину, имя которой не раскрывается, в одном из домов в Северном округе Нью-Йорка и принуждала её к труду, угрожая депортацией в Мексику.

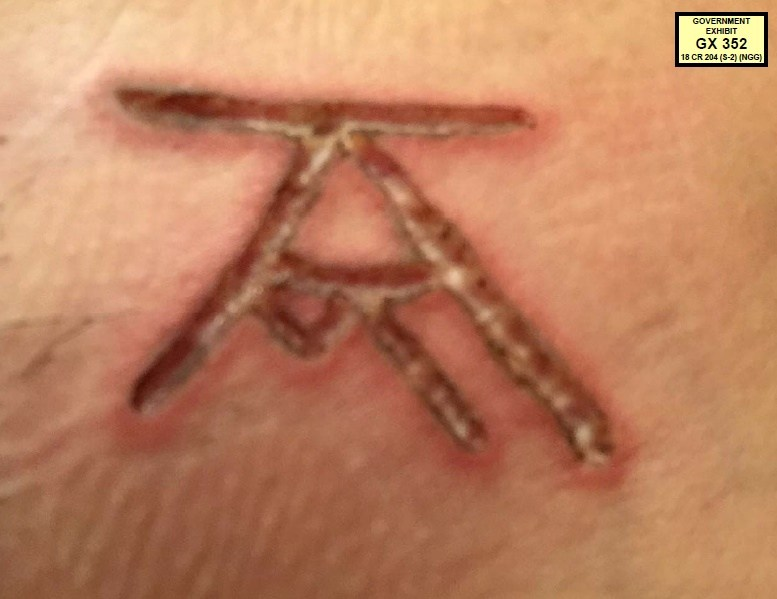
Клеймо участницы сестринства

В 2017 году Эллисон Мэк вовлекала в DOS канадскую актрису Сару Эдмондсон; последняя из-за этого вскоре покинула NXIVM, публично осудила эту организацию и раскрыла детали церемонии вступления в Dominus Obsequious Sororium. Эдмондсон утверждала, что принимаемая в сестринство должна была полностью раздеться, надеть маску для сна на глаза, лечь на массажный стол и произнести «Госпожа, пожалуйста, заклеймите меня, это будет честью» (англ. Master, please brand me, it would be an honor.). В роли «госпожи» выступала Лорен Зальцман. Эллисон Мэк и ещё три женщины держали новенькую за плечи и за ноги, когда врач Даниэль Робертс (Danielle Roberts) ставила ей двухдюймовое клеймо над бедром с помощью медицинского прижигателя (англ. cauterizing pen). Эта мучительная процедура проводилась без обезболивания и длилась 20-30 минут. Позднее Мэк в интервью New York Times призналась, что клеймение женщин было её идеей.
В июле 2017 года Сара Эдмондсон подала жалобу на Даниэль Робертс в Департамент здравоохранения Нью-Йорка, но тот ответил отказом, посчитав, что Робертс, проводя клеймение Эдмондсон, не работала в качестве её врача и этот случай находится в компетенции местных правоохранительных органов, а не департамента здравоохранения. Но местная полиция также отклонила жалобы, сочтя, что члены DOS добровольно согласились на участие в таком обряде посвящения и потому он не является нарушением закона. После Сара Эдмондсон согласилась показать сделанное ей клеймо журналистам New York Times, разоблачавшим NXIVM.
Другой известной участницей этого тайного сестринства была Индия Оксенберг (India Oxenberg), дочь американской актрисы Кэтрин Оксенберг. Индия примкнула к NXIVM в 2011 году. На суде по делу Раньера были даны свидетельские показания о том, что Индия Оксенберг целый год соблюдала крайне низкокалорийную (500 ккал в день) диету, чтобы снизить свою массу до 107 фунтов (48,5 кг). В мае 2017 года она призналась матери, что подверглась клеймению. После ареста Кита Раньера Индия Оксенберг покинула NXIVM.
Целью подобных садомазохистских практик объявлялось «личное усиление» женщин, якобы страдающих от собственной необязательности и чрезмерной эмоциональности. Позднее в ответ на обвинения Кит Раньер заявил, что это сестринство не было связано с NXIVM или другим его бизнесом, женщины участвовали добровольно и были вполне здоровы и счастливы.

## Журналистские расследования
В октябре 2003 года в журнале Forbes была опубликована статья о NXIVM и Раньере, вскоре за ней последовала критическая публикация в Vanity Fair: «Люди в NXIVM были ошеломлены. Они ожидали позитивной истории, о которой Раньер, Зальцман, Сара Бронфман и другие высокопоставленные говорили в интервью „Форбсу“. Больше всего их расстроила ремарка Эдгара Бронфмана. „Я думаю, что это культ“ — заявил он журналистам, говоря о своей обеспокоенности „эмоциональными и финансовыми“ инвестициями в NXVM, сделанными его дочерьми, с которыми он несколько месяцев не разговаривал». Про тех самых дочерей Forbes в 2006 году написал, что они открыли кредитную линию на два миллиона долларов США для компании NXIVM c возможностью оплаты тренингами и телефонными консультациями, проводимыми Зальцман, а в 2010-м — что сёстры Бронфман совершали сделки с товарами и недвижимостью по совету Раньера и эти сделки оказались для них неудачными.
Интерес журналистов к скрытой деятельности компании NXIVM усилился после выхода в октябре 2017 года статьи в The New York Times. В ней впервые была опубликована информация о существовании внутри компании «тайного сестринства» под названием DOS, участницы которого предположительно назывались «рабынями» (англ. slaves), некоторые из них подвергались клеймению инициалами Раньера и Мэк, телесным наказаниям со стороны своих «господ» (англ. masters) и должны были предоставить в их распоряжение свои фотографии в обнажённом виде или другую потенциально опасную информацию о себе в качестве «обеспечения» (англ. collateral). Представители правоохранительных органов заявили, что члены DOS оказались в сексуальном рабстве.
15 декабря 2017 года в тележурнале новостей «20/20» в эфире American Broadcasting Company вышло несколько интервью с бывшими сторонниками NXIVM, включая Сару Эдмондсон и Кэтрин Оксенберг, которая подозревала, что её дочь Индия Оксенберг (India Oxenberg), продолжавшая участвовать в тренингах, была в опасности. Несколько бывших членов NXIVM говорили о финансовых и сексуальных «аппетитах» руководителей компании. Потом Эдмондсон выступила в ещё одной передаче — «Побег из NXIVM», вышедшей на CBC в первом сезоне подкаста Uncover.
Несколько известных мексиканцев — в числе которых Эмилио Салинас Оккелли (Emilio Salinas Occelli) — сын бывшего президента Карлоса Салинаса и Ана Кристина Фокс (Ana Cristina Fox) — дочь бывшего президента Висенте Фокса, Роза Лаура Джунко (Rosa Laura Junco), Лорета Гарза Да́вила (Loreta Garza Dávila — коммерческий руководитель из Нуэво-Леона), Даниэла Падилла (Daniela Padilla), Камила Фернандес (Camila Fernández) и Моника Дуран (Mónica Durán) — обвиняются в участии в делах компании NXIVM в статье, вышедшей в газете New York Times 26 мая 2019 года.

## Уголовное дело
В марте 2018 года Кит Раньер был арестован по обвинению в нескольких преступлениях, связанных с деятельностью тайного общества DOS, включая секс-торговлю людьми, преступном сговоре с целью секс-торговли и с целью использования принудительного труда. Он был задержан в Мексике, экстрадирован в США и по решению федерального суда в городе Форт-Уэрт штата Техас был заключён под стражу в Нью-Йорке. В предъявленных Раньеру обвинениях утверждалось, что по меньшей мере одна женщина была принуждена к вступлению в половую связь с ним и что ритуал клеймения, о котором рассказывала Эдмондсон и другие, также не всегда был добровольным. Федеральный прокурор США Ричард Донохью (Richard Donoghue) заявил о том, что Кит Раньер «создал тайное женское общество, участницы которого занимались сексом с ним и были заклеймены его инициалами и которых он принуждал, угрожая разглашением чувствительных персональных данных и отъёмом имущества». 4 мая 2018 года Раньер заявил о своей невиновности.
Эллисон Мэк была арестована 20 апреля 2018 года по обвинениям в секс-торговле, рэкете, сговоре с целью секс-торговли и с целью использования принудительного труда. По версии обвинения, Мэк, после того как она рекрутировала женщин в NXIVM и затем в DOS, принуждала их к вступлению в интимные отношения с Раньером и к работе в качестве служанок. Предположительно, Мэк получала вознаграждение от Раньера за такое вовлечение новых женщин. Позднее Мэк обвинили и в том, что она была вторым после Раньера человеком в NXIVM и в этом качестве соучаствовала в его противоправной деятельности. 24 апреля Мэк была освобождена под залог в пять миллионов долларов и помещена под домашний арест в доме её родителей в Калифорнии. Мэк и Раньеру грозит от 15 лет лишения свободы до пожизненного заключения.
8 апреля 2018 года Эллисон Мэк признала себя виновной. Приговор по делу Эллисон Мэк ожидался в сентябре 2019 года. Но 15 июля 2019 года старший окружной судья Николас Гарауфис (Nicholas Garaufis) решил отложить рассмотрение дела по существу на неопределённый срок, чтобы дать сотрудникам службы пробации время на завершение предварительного расследования.
Вскоре после ареста Раньера был проведён обыск в доме Зальцман и прокуроры заявили, что можно ожидать новых арестов по этому делу и изменений обвинения Раньеру и Мэк. В конце мая два объекта недвижимости в окрестностях Олбани, принадлежавшие NXVIM, были изъяты властями.
Как сообщала New York Post в апреле 2018 года, компания NXIVM переместилась в Бруклин, а руководить ею стала Клэр Бронфман. 12 июня того же года Times Union сообщил, что NXIVM приостановила деятельность из-за «экстраординарных обстоятельств, в которых оказалась компания».
Клэр Бронфман была арестована федеральными агентами 24 июля 2018 года в Нью-Йорке по обвинению в отмывании денег и противоправном использовании чужих персональных данных в ходе деятельности компании NXIVM, но Окружной суд Восточного округа Нью-Йорка (англ. United States District Court for the Eastern District of New York) в Бруклине признал её невиновной в этих преступлениях. Она была освобождена под залог в сто миллионов долларов и помещена под домашний арест с электронным наблюдением. 19 апреля 2019 года ей были предъявлены другие обвинения — в преступном сговоре с целью укрывательства преступления (англ. conspiracy to conceal), в умышленном укрывательстве незаконно пребывающих иностранцев, совершённом из корыстных побуждений (англ. harbor illegal aliens for financial gain), а также в мошенничестве с идентификацией личности (англ. identity theft). По этим обвинениям ей грозит от 21 до 27 месяцев тюрьмы и штраф в шесть миллионов долларов.
По подобным обвинениям также были задержаны президент NXIVM Нэнси Зальцман и её дочь Лорен Зальцман, а также бухгалтер компании Кэти Рассел (Kathy Russell). В марте 2019 года Нэнси Зальцман были предъявлены обвинения в рэкете.
В октябре 2019 года были назначены даты заключительных судебных заседаний, на которых должны быть назначены наказания троим обвиняемым по делу NXIVM. Приговор Киту Раньеру ожидался 17 января 2020 года, Клэр Бронфман — 8 января, Кэти Рассел — 29 января. Однако затем приговоры были отложены на апрель 2020 года.

В итоге только 30 сентября 2020 года Клэр Бронфман была приговорена к шести годам и девяти месяцам заключения в федеральной тюрьме, став первой осуждённой по делу NXIVM. Следующим стал лидер компании Кит Раньер, 22 октября того же года приговорённый к 120 годам тюремного заключения и штрафу в 1,75 млн. долларов США за секс-торговлю и другие преступления.
В июне 2021 года стало известно, что актрису Эллисон Мэк приговорили к трем годам заключения, которые она начнет отбывать начиная с 29 сентября 2021 года, а также штрафу в двадцать тысяч долларов и 1000 часам общественных работ. Столь мягкое наказание обусловлено тем, что она полностью признала свою вину и активно сотрудничала со следствием, раскрыв важные детали преступного сговора.

## Оценки и критика
Ряд авторов описывают NXIVM как пирамидальную схему, практику сексуального рабства, культ
 и секс-культ.

### Критика со стороны журналистов и блогеров
Джеймс Одато (James Odato) — журналист-расследователь, репортёр Albany Times Union. В 2012 году Одато публично обвинил Раньера в педофилии. В октябре 2013 Одато вместе с журналисткой Vanity Fair Сюзанной Эндрюс (Suzanna Andrews) и блогером Джоном Дж. Тайем (John J. Tighe), также публично критиковавшими NXIVM, выступили ответчиками на суде по иску этой компании. Их обвиняли также в незаконном доступе к компьютерам NXIVM. Чем завершился тот судебный процесс, неизвестно, но вскоре после его начала Джеймс Одато заявил о своём уходе из Times Union.
Другой известный критик компании NXIVM — Фрэнк Парлато (Frank Parlato) — в 2007 году работал на эту компанию, занимался её пиаром. Но потом, как сообщается, он понял, что участники тренингов NXIVM стали жертвами мошенничества со стороны Кита Раньера, и стал активно критиковать эту фирму на своих веб-сайтах ArtVoice, The Niagara Falls Reporter и The Frank Report.
Джон Дж. Тай (John J. Tighe) писал о деятельности NXIVM в своём блоге. В 2013 году NXIVM обвинила Тайя в незаконном доступе к серверу компании с использованием логина бывшего участника. По этому делу полиция штата Нью-Йорк обыскала дом Тайя и изъяла его компьютеры. Через несколько месяцев Тай был арестован по обвинению в хранении детской порнографии, которую полиция обнаружила на одном из изъятых компьютеров. По таким обвинениям Тайю грозило до 20 лет заключения, он пошёл на сделку со следствием, согласившись признать себя виновным по одному из пунктов обвинения. В итоге получил пять лет в федеральной тюрьме.

### Критика со стороны бывших участников
В 2010 году на страницах Times Union бывшие наставники NXIVM описывали студентов как «добычу» Раньера, которую он использовал для реализации своих сексуальных и азартных наклонностей.
Джозеф Дж. О’Хара (Joseph J. O’Hara) — адвокат, который в 2005 году обвинил NXIVM в нарушении закона и вышел из этой организации. В 2007 году ему самому были предъявлены обвинения со стороны властей округа Олбани. Позднее выяснилось, что прокурор округа разрешил подруге Раньера Кристин Киф (Kristin Keefe) работать в окружном офисе в качестве своего рода адвоката жертв. Обвинения против О’Хары в итоге были сняты.
Кристин Киф (Kristin Keeffe) стала партнёром Кита Раньера в начале 1990-х годов, а в 2013 году родила от него сына Гэлина (Gaelyn). В феврале 2014 Киф порвала с Раньером и его группой и вместе с сыном уехала в другой регион. В письме по электронной почте, подписанном её именем, объяснялось: «У меня одной есть законное право опеки над Гэлином. Кит ставил над ним эксперименты. Мне пришлось вызволять Гэлина оттуда». Киф публично назвала Раньера опасным человеком и утверждала, что «все худшие вещи, что вы знаете о NXIVM, — это правда». В 2015 году Киф заявила, что руководители NXIVM разработали коварный план против критиков компании. Этих критиков планировалось заманить в Мексику на антикультовую конференцию, где они будут арестованы по ложным обвинениям по приказу подкупленного судьи.
Барбара Баучи (Barbara Bouchey) была клиентом Нэнси Зальцман, обратившись к ней ещё в 1988 году. С 2000 года Баучи встречалась с Раньером. В 2009 году она и ещё восемь женщин («Девятка NXIVM», англ. The NXIVM Nine) выступили против Раньера, обвинив его в злоупотреблении властью в организации. В том же году Баучи покинула NXIVM и позднее обратилась в правоохранительные органы.

## В культуре
- На телеканале Investigation Discovery вышла двухчасовая программа-расследование «Пропавшие женщины NXIVM» (англ. The Lost Women of NXIVM)[125].
- Телекомпания HBO заявила о планах создания документального телесериала о NXIVM[126][127].
- В августе 2018 года вышла книга Кэтрин Оксенберг «Пленница: борьба матери за спасение дочери от ужасающего культа» (англ. Captive: A Mother's Crusade to Save Her Daughter from a Terrifying Cult)[128].
- Затем та же Кэтрин Оксенберг сняла фильм для канала Lifetime про участие её дочери в занятиях NXIVM[129][130]. Этот фильм был назван «Побег из культа NXIVM: борьба матери за спасение дочери» (англ. Escaping the NXIVM Cult: A Mother's Fight to Save Her Daughter) и впервые вышел в эфир 21 сентября 2019 года. В этом фильме Кэтрин Оксенберг была исполнительным продюсером и диктором, Андреа Рот снялась в роли Кэтрин Оксенберг, Питер Фачинелли в роли Кита Раньера, а Сара Флетчер (англ. Sara Fletcher) — в роли Эллисон Мэк[131].
- Книга «Программа: замысел Кита Раньера, успех и провал NXIVM» (англ. The Program: Inside the Mind of Keith Raniere and the Rise and Fall of NXIVM), написанная Тони Натали (Toni Natalie) и Четом Хардином (Chet Hardin), должна была выйти в свет 24 сентября 2019 года[132][133].
- Сара Эдмондсон написала книгу «Рубцы. Подлинная история о том, как я сбежала из NXIVM — культа, связавшего мою жизнь» (англ. Scarred: The True Story of How I Escaped NXIVM, the Cult That Bound My Life); издание этой книги было запланировано на 17 сентября 2019 года[134].
- В одном из эпизодов документального телесериала «E! True Hollywood Story» были интервью с несколькими бывшими участниками тренингов NXIVM и журналистами, в том числе с Кэтрин Оксенберг, Сарой Эдмондсон и Каллумом Блу.
- В телесериале «Новобранец» (The Rookie) 7-я серия 3-го сезона посвящена организации NXIVM

## Пояснения
1. ↑  англ. of all parasite and envy-based habits
2. ↑  англ. ethically control as much of the money, wealth and resources of the world as possible within my success plan
3. ↑  англ. moral unfitness to practice medicine
4. ↑  англ. "Master over Slave Women"
5. ↑  англ. People at NXIVM were stunned. Expecting a positive story, the top ranks had spoken to Forbes, including Raniere, Salzman, and Sara Bronfman. What upset them above all were Edgar Bronfman’s remarks. 'I think it’s a cult,' he told the magazine, going on to say that he was troubled about the 'emotional and financial' investment in NXIVM by his daughters, to whom he hadn’t spoken in months.
6. ↑  англ. created a secret society of women whom he had sex with and branded with his initials, coercing them with the threat of releasing their highly personal information and taking their assets